# Klaus F. Schneider
Klaus F. Schneider (n. 2 decembrie 1958, Mediaș) este un editor și poet de limba germană originar din România. A publicat și sub pseudonimul Klaus Thaler.
În perioada 1978–1982 a studiat romanistica și germanistica la Universitatea din Cluj. În perioada studenției a fost redactor al revistei de literatură trilingve Echinox.
După absolvire a funcționat ca profesor de limba română la Mediaș.
În anul 1987 a emigrat în Republica Federală Germania, unde s-a stabilit în Stuttgart / Baden-Württemberg.
De atunci lucrează ca scriitor liber profesionist, editor, colaborator la un post de radio și bibliotecar.
Sub pseudonimul ,,Klaus Thaler" a publicat proză scurtă umoristică-grotescă.

## Scrieri
Volume de poezie proprii:
- Ein Morgen im Eisberg, editura Dipa, Frankfurt a.M., (1990), Ithaka (2000),
- Windbruch, editura Peter Schlack, Stuttgart, (1992),
- Die Boutiqueria Transpyrieret Lambaden, (sub pseudonimul Klaus Thaler), editura Wuz, Freiberg, 1997
- Eine Kunstpartie, editura Ithaka, Stuttgart (1999),
- Autoportrait. Details, Stuttgart (2002)
- Umgehung der Anhaltspunkte, Editura Kyrene, Innsbruck, (2008)
- prêt-à-porter, Edition Peter Schlack, Stuttgart (2017)

Antologii:
- Poesie/poésie - Zeitgenössische Dichtung aus Frankreich und Deutschland, editura, Pop ISBN 3-937139-00-1

## Editor
- Anthologie neuer rumänischer Lyrik, editura ORTE, Elveția, 1994

## Premii și stipendii
- 1985 Premiul "Silberdistel-Förderpreis", Brașov, România
- 1991 Stipendiu al Fundației culturale Kunststiftung Baden-Württemberg
- 1999 Stipendiu al Landului Baden-Württemberg
- 2005 Dahon Förder Award für Europa